# Laska (kij)

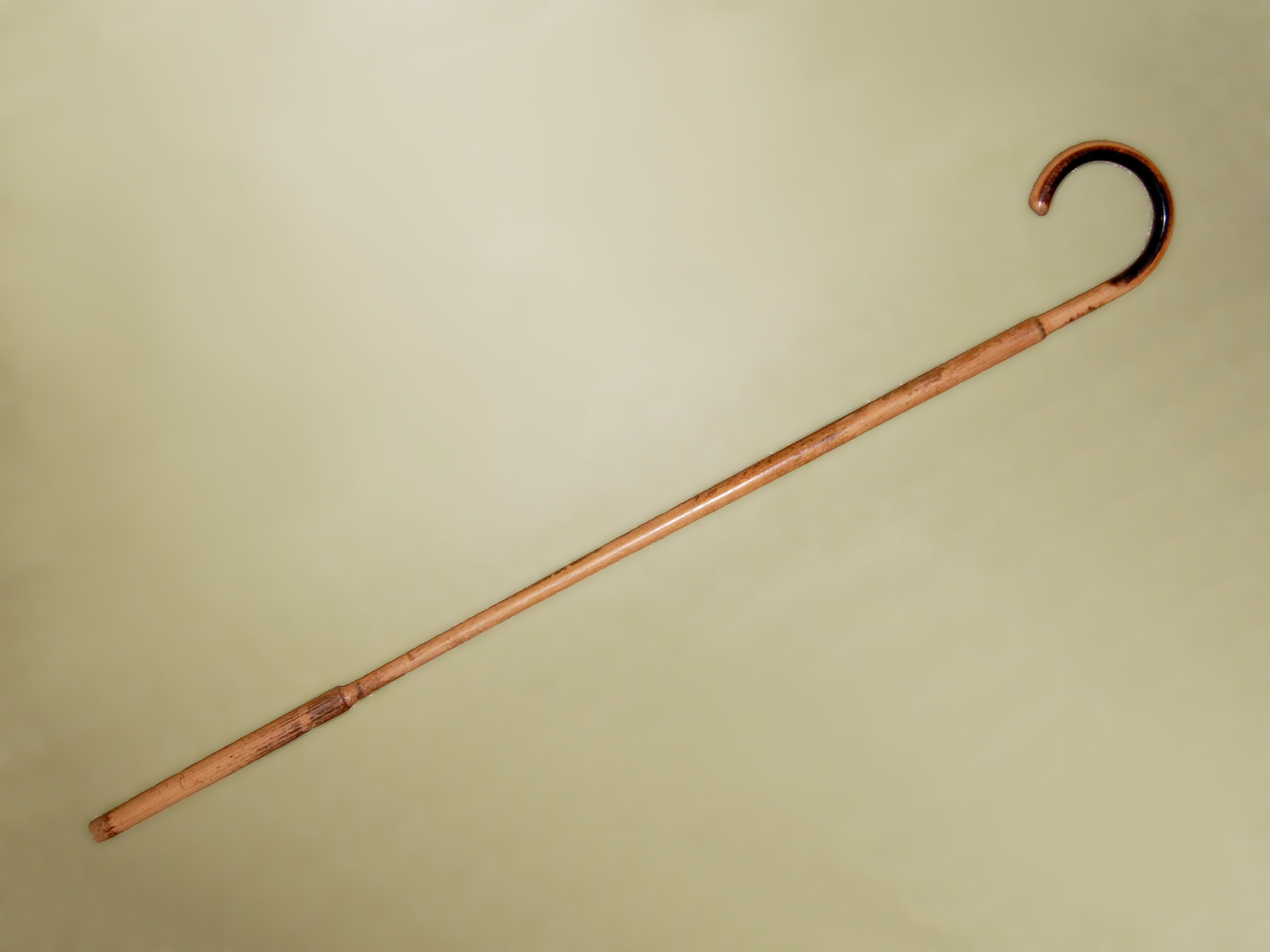
Laska

Laska – przedmiot służący do podpierania się podczas chodzenia. Współcześnie typowa laska ma formę prostego, zwykle drewnianego kija zakończonego półkolistym uchwytem. Jej długość dostosowana jest do wzrostu użytkownika.
Laska znana była już od czasów starożytnych: wzmianki o używaniu tego przedmiotu znaleźć można między innymi w Biblii (laska Aarona) czy starożytnej Grecji (kaduceusz). Jest to drewniany kij, który służy przede wszystkim do podpierania się podczas wędrówek, niekiedy używany jako broń (góralska ciupaga). Laska jest też atrybutem niektórych grup zawodowych, społecznych lub etnicznych: nomadów, górali, pasterzy, w tym Wołochów, dostojeństwa, stanowiska lub pełnionej funkcji: do dziś używa się laski marszałkowskiej, pastorału czy laski Eskulapa. 
W drugiej połowie XIX wieku laska była nieodzownym elementem stroju eleganckiego mężczyzny, głównie w modzie miejskiej. Laski te wykonywane były z metalu lub twardego drewna (na przykład z hebanu), zakończone gałką lub ozdobną rączką z kości słoniowej; często spotykane były też lekkie laski z bambusa. Niekiedy wyposażone były w schowki, a nawet ukryte ostrza. W lasce Melchiora Wańkowicza, która obecnie znajduje się w Muzeum Literatury w Warszawie, jej właściciel, przekraczając granicę, ukrywał przed celnikami szklaną ampułkę z koniakiem.
Współczesna laska z półkolistym uchwytem pomaga w poruszaniu się osobom starszym, niepełnosprawnym albo niewidomym (biała laska).
Laska, która umożliwia poruszanie się w przypadku dysfunkcji lub amputacji kończyny dolnej, jest nazywana kulą rehabilitacyjną.

## Rodzaje lasek i ich znaczenie
Laska od czasów najdawniejszych była godłem władzy i dostojeństwa. W epoce kamiennych narzędzi spotykamy gałki z kamienia, mające otwór do osadzenia na kiju, które służyły jako godła.
- laska krótka – z dużą gałką, nazywana była buławą lub buzdyganem, godło władzy hetmana i dowódcy regimentu.

- laska wysoka – z małą głowicą, była symbolem godności marszałków wielkich i nadwornych, koronnych, sejmowych, trybunalskich i prymasowskich. „znakiem dostojeństwa marszałkowskiego jest laska przy urzędzie imieniem królewskiem oddawana przez jednego z pieczętarzów”.

- laska wysoka – z dużą gałką, była atrybutem odźwiernych;

- laska pasterska – mocno u góry zakrzywiona, stała się pastorałem biskupim.

- laska niewielka – z odwzorowanym kwiatem w miejscu gałki, była berłem królewskim.

- laskę, która była godłem sądu, nazywano po łacinie corylus; jeśli zakładano się o zysk lub stratę w swojej sprawie, kładziono zakład na stole sądowym za laską (stąd zakład nazwano corylus lub zalaską)

- na dworach szlacheckich nie było stałych marszałków, więc tylko na czas rodzinnych uroczystości wybierano tzw. marszałka czasowego do kierowania przebiegiem obrzędów i zabawy; wesele szlacheckie nie mogło odbyć się bez „marszałka”, który uderzeniem laski o posadzkę, dawał znak do wnoszenia potraw na ucztę, rozpoczynania lub przerwy w zabawie; weselom kmieci także przewodniczył „marszałek”, a jego laska, ubrana była w rutę i wstążki, którą nazywano „rózgą weselną”.

- laska opolna – w dobie Piastów służyła np. do wzywania kmieci na wiece lub do sądu, przez uderzanie laską opolną w drzwi ich domostw.

- laska miernicza – była dwóch rodzajów: prętowa (dł. 7½ łokcia polskiego) i dwuprętowa (dł. 15 łokci polskich)

- na rzekach, tzw. spławnych, oryle odpychają tratwy przy pomocą „lasek” (dł. 15 łokci polskich)